# Pierre Sanfourche-Laporte
Pour les articles homonymes, voir Sanfourche et Laporte.
Pierre Sanfourche-Laporte (né le 24 mars 1774 à Sarlat et mort le 30 juin 1856 à Belleville) est un avocat belge et écrivain français.

## Biographie
Pierre Sanfourche-Laporte publie Le Nouveau Valin d'ou les commentaires sur l'ordonnance de René-Josué Valin, de 1681 sous le règne de Louis XIV. le nouveau valin est publié à Paris en 1809, sous le premier Empire de Napoléon Ier, dans lequel il propose un test pour un code distinct de droit commercial maritime. Sa proposition a échoué.
Il fonde en 1822 à Bruxelles sous le règne de Guillaume Ier (roi des Pays-Bas), le mensuel juridique Annales de la jurisprudence belge. Ce mensuel parut entre 1822 et 1848 et fut critiqué pour le caractère incomplet et inexact des jugements publiés.
De 1832 à 1852, il travaille comme avocat à la Cour de cassation de la Ville de Bruxelles sous le règne de Léopold Ier (roi des Belges) et des gouvernements successifs Joseph Lebeau avec Charles Liedts et Mathieu Leclercq, Barthélemy de Theux de Meylandt, Charles Rogier ou Sylvain Van de Weyer avec Jules d'Anethan.
Il fut nommé avocat à la Cour de cassation par arrêté royal du 17 novembre 1832 avec Antoine Bemelmans, François Joseph Verhaegen qui est le frère de Théodore Verhaegen, fondateur de l'Université libre de Bruxelles, Adolphe Bosquet ou Henri Marcelis et on prêté serment le 26 novembre 1832.
Il figure avec Auguste van Dievoet et Auguste Orts parmi les plus brillants avocats en Cassation de son temps. Pierre Sanfourche-Laporte, bâtonnier de 1836 à 1852, et Hubert Dolez, bâtonnier dominent le barreau de Cassation.